# أغسطس (لقب)

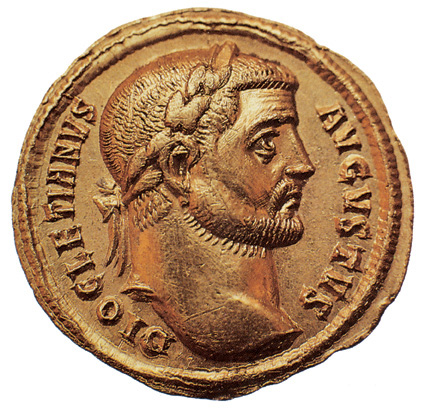

أغسطس من اللاتينية وتعني «الجليل» أو «المهيب»، وهو لقب روماني قديم تلقب به غايوس يوليوس قيصر أغسطس (عادة ما يشار له باسم أغسطس)، وبالتالي اعتبر من ألقاب الأباطرة الرومان.